# Scythropesthes
Scythropesthes is een geslacht van kevers uit de familie bladsprietkevers (Scarabaeidae). Het geslacht werd voor het eerst wetenschappelijk beschreven in 1880 door Ernst Gustav Kraatz.

## Soorten
- Scythropesthes bicolor (Burmeister, 1842)